# Jim Howden
James »Jim« Guthrie Howden, avstralski veslač, * 1934, † 1993.
Howden je za Avstralijo nastopil kot veslač v osmercu, ki je na Poletnih olimpijskih igrah 1956 v Melbournu osvojil bronasto medaljo.  